# وی‌آی ایرلینک
وی‌آی ایرلینک (به انگلیسی: VI Airlink) یک شرکت هواپیمایی با کد یاتا V6 است.